# Абу Ісхак Ібрагім I
Абу Ісхак Ібрагім I ібн Ях'я (араб. أبو إسحاق إبراهيم بن يحيى; бл. 1233–1283) — 4-й султан і 3-й халіф Держави Хафсідів в 1279—1283 роках. Відомий також як Ібрагім I.

## Життєпис
Син султана Абу Закарії Ях'ї I. Народився 1233 або 1234 року в Тунісі. 1249 року його брат Мухаммад посів трон. У 1253 році Абу Ісхак Ібрахім за підтримки берберського клану Аль-Дауд підняв повстання проти останнього, але зазнав поразки неподалік від Габесу, внаслідок чого мусив тікати до Гранади.
1277 року перебрався до двору заянідського султана в Тлемсені. У квітні 1279 року в Беджаї повстали бербери на чолі з валі Мухаммадом ібн Абу Хілалем аль-Хінтаті, який закликав Абу Ісхак Ібрагіма очолити повстання. Невдовзі на бік Ібрагіма перейшла більшість військовиків, завдяки чому в серпні 1279 року він зайняв Туніс, де був оголошений султаном і халіфом. 1280 року за підозрою у змові наказав стратити небожа.
Абу Ісхак Ібрагім відмовився від вживання титулу халіфа, замінивши його на титул емір аль-муджахід, що викликало невдоволення частини знаті. Разом з тим намагався порівну розділити посади між партією «альмохадів» та партією «андалузців».
1282 року повстав Ібн аль-Вазір, валі Костянтини, який закликав на допомогу Педро III, короля Арагону, що перед тим захопив Сицилію. Абу Фаріс, син султана і валі Беджаї, швидко рушив проти заколотника, якого переміг та стратив. Арагонці висадилися в Колло, коли армія аль-Вазір вже зазнала поразки, тому вони повернулися на Сицилію. Того ж року видав доньку за занядіського султана Абу Саїд Усмана I.
Невдовзі на півдні Іфрікії з'явився самозванець Ахмад ібн Абу Умара, який за підтримки арабських племен Даббабу був оголошений халіфом. Він доволі швидко оволодів Південною Іфрікією та Триполітанією. Проти нього виступив Абу Ісхак Ібрагім I, але зазнав нищівної поразки, тому на початку 1283 року мусив тікати до Беджаї. Проте Абу Фаріс змусив батька зректися трону на свою користь, прийнявши ім'я Аль-Мутамід. Але 1 червня 1283 року в битві біля фортеці Сінан Абу Фаріс зазнав поразки й загинув разом з 3 своїми братами, а колишнього султана під час спроби втекти до Заянідів було схоплено й страчено у червні 1283 року.